# ایوان پروودل
ایوان پرووِدل (انگلیسی: Ivan Provedel؛ زادهٔ ۱۷ مارس ۱۹۹۴) بازیکن فوتبال اهل ایتالیا است که برای باشگاه لاتزیو بازی می‌کند.
از باشگاه‌هایی که در آن بازی کرده‌است می‌توان به پروجا، مودنا، کیه‌وو ورونا، اودینزه، پیزا، امپولی و پرو ورچلی لاتزیو اشاره کرد.